# Salmo de Azarias e o cântico dos três jovens

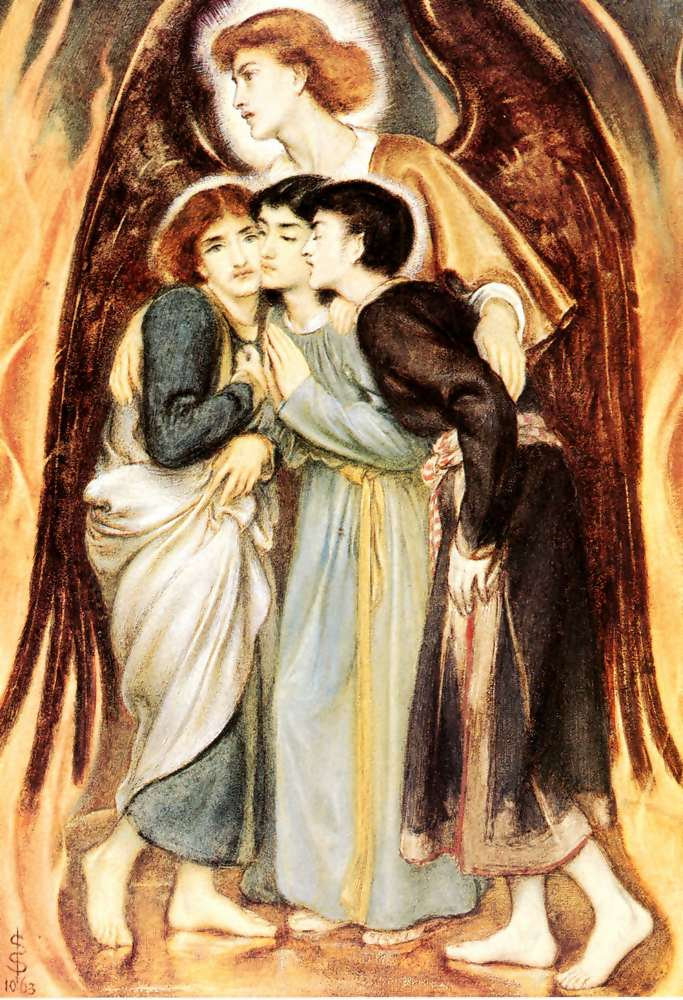
Sadraque, Misaque e Abdenego, os três jovens na fornalha.

A Oração de Azarias e o cântico dos três jovens é uma longa passagem que aparece depois de Daniel 3:23 nas bíblias católicas e ortodoxas, assim como na Septuaginta grega. Ela é listada como não-canônica no artigo VI dos Trinta e nove artigos da Igreja Anglicana. A passagem é, em geral, omitida nas bíblias protestantes como sendo uma adição apócrifa.

## Conteúdo
Nabucodonosor fez uma estátua de ouro, e ordenou que todos os sátrapas, deputados, governadores, juízes, tesoureiros, conselheiros, magistrados e régulos das províncias viessem adorá-la, sob pena de serem lançados na fornalha de fogo ardente. Os caldeus acusaram os judeus de não terem cumprido o decreto, e Nabucodonosor, furioso, ordenou a Sadraque, Mesaque e Abede-Nego que adorassem a imagem, perguntando que deus era este que poderia livrá-los de suas mãos. Eles responderam que Deus pode livrá-los da fornalha de fogo ardente ou das mãos do rei, e que eles não iriam servir aos deuses dele nem adorariam a imagem que ele fez.
Nabucodonosor ordenou que a fornalha fosse acesa com um fogo sete vezes mais forte do que o normal, e que Sadraque, Mesaque e Abede-Nego, atados, fossem jogados na fornalha. A fornalha estava tão forte que matou os homens que jogaram os três no fogo. Nabucodonosor, porém, ficou espantado, porque viu andarem, no meio do fogo, não três homens, mas quatro, caminhando sem sofrer dano, sendo que o quarto tinha a aparência de um filho de Deus (Anjo). Nabucodonosor chegou à porta da fornalha, chamou os três, como servos do Deus Altíssimo, e mandou que eles saíssem. Eles saíram, e o fogo não havia queimado seus corpos, seus cabelos, nem suas roupas, e nem mesmo eles tinham cheiro de fogo.
Nabucodonosor reconheceu o Deus de Sadraque, Mesaque e Abede-Nego, porque ele havia enviado um anjo para salvá-los, e decretou que qualquer um que blasfemar contra Deus seria despedaçado e suas casas seriam demolidas. Sadraque, Mesaque e Abede-Nego foram promovidos, na província da Babilônia.

## Cânone
O "Cântico dos três jovens" (ou "Cântico dos três mancebos") é parte do hino cantado durante as Matinais e outros serviços religiosos na Igreja Ortodoxa. Ele pode ser encontrado na Igreja Anglicana no Book of Common Prayer como o cântico chamado "Benedicite". Ele também é um cântico opcional para as Matinais na liturgia luterana.
Juntamente com diversos outros cânticos do Antigo Testamento, o Salmo de Azarias e o Cântico dos Três Jovens foram incluídos no Livro de Odes, uma antiga coletânea litúrgica encontrada em alguns manuscritos da Septuaginta.

## Textos e origens
A oração e o hino que a acompanha não existem no texto hebraico/aramaico do Livro de Daniel e também não são citados em nenhuma fonte antiga judaica sobrevivente. Porém a passagem aparece de fato em algumas fontes antigas, principalmente as em grego, siríaco e em latim.
As origens destes escritos é obscura. Se estes relatos foram originalmente escritos em hebraico (ou aramaico) ou em grego, é incerto, embora muitos estudiosos modernos tenham concluído, com base na evidência textual, que deve ter existido uma edição original semita. A data da composição destes documentos é também incerta, ainda que alguns estudiosos prefiram uma data ou no segundo ou no primeiro século antes de Cristo.